# Zhang Yiming
Zhang Yiming, (chinês tradicional: 張一鳴, chinês simplificado: 张一鸣) (Longyan, abril de 1983), é um empresário chinês da Internet. Ele fundou a ByteDance em 2012, desenvolveu o agregador de notícias Toutiao e a plataforma de compartilhamento de vídeos TikTok (Douyin). A partir de 2019, com mais de um bilhão de usuários mensais, o ByteDance está avaliado em US$ 75 bilhões, tornando-o a startup mais valiosa do mundo. A riqueza pessoal de Zhang é estimada em US$ 13 bilhões, fazendo dele a nona pessoa mais rica da China.

## Início da vida e carreira
Zhang nasceu em abril de 1983. Em 2001, ele ingressou na Universidade Nankai em Tianjin, onde se formou em microeletrônica antes de mudar para engenharia de software e se formou em 2005. Ele conheceu sua esposa na universidade.
Em fevereiro de 2006, Zhang se tornou o quinto funcionário e o primeiro engenheiro no site de viagens Kuxun (酷 讯) e foi promovido a diretor técnico um ano depois.
Em 2008, Zhang deixou Kuxun para trabalhar na Microsoft, mas se sentiu sufocado pelas regras corporativas da empresa. Ele logo deixou a Microsoft para ingressar na startup Fanfou (饭 否), que acabou falhando. Em 2009, quando Kuxun estava prestes a ser adquirido pela Expedia, Zhang assumiu o negócio de busca de imóveis de Kuxun e fundou a 99fang.com (九九 房), sua primeira empresa.

## ByteDance
Em 2011, Zhang notou a migração de usuários de computadores para smartphones. Ele contratou um gerente profissional para assumir o cargo de CEO da 99fang e deixou a empresa para iniciar o ByteDance em 2012.
Zhang achava que os usuários de smartphones chineses estavam lutando para encontrar informações em aplicativos móveis disponíveis em 2012 e o gigante de pesquisa Baidu estava misturando resultados de pesquisa com publicidade não divulgada. Sua visão era enviar conteúdo relevante aos usuários usando recomendações geradas por inteligência artificial. Essa visão, no entanto, não foi compartilhada pela maioria dos capitalistas de risco, e ele não conseguiu garantir o financiamento até o Susquehanna International Group concordar em investir na startup. Em agosto de 2012, a ByteDance lançou o aplicativo de notícias Toutiao e em dois anos atraiu mais de 13 milhões de usuários diários. A Sequoia Capital, que rejeitou Zhang pela primeira vez, apareceu e liderou um investimento de US$ 100 milhões na empresa em 2014.
Em setembro de 2016, a ByteDance lançou seu aplicativo de compartilhamento de vídeo TikTok (conhecido como Douyin na China) com pouca alarde. O produto foi um sucesso instantâneo entre os millennials e se tornou popular em todo o mundo. A ByteDance comprou o Musical.ly um ano depois por US$ 800 milhões e o integrou ao TikTok.
O primeiro aplicativo da ByteDance, Neihan Duanzi, foi encerrado em 2018 pela Administração Nacional de Rádio e Televisão. Em resposta, Zhang pediu desculpas afirmando que o aplicativo era "incomensurável com os valores sociais essenciais", que tinha uma implementação "fraca" do Pensamento Xi Jinping e prometeu que o ByteDance "aprofundaria ainda mais a cooperação" com o Partido Comunista da China, no poder. promover melhor suas políticas.
A partir do final de 2018, com mais de 1 bilhão de usuários mensais em todo seus aplicativos móveis, ByteDance está avaliada em US$ 75 bilhões, superando Uber para se tornar o arranque mais valiosa do mundo. A riqueza pessoal de Zhang é estimada em US$ 13 bilhões, fazendo dele a 9ª pessoa mais rica da China.

## Honras e reconhecimento
Zhang foi nomeado na lista 30 Under 30 da China de 2013 pela Forbes. Em 2018, ele foi incluído na lista 40 Under 40 da revista Fortune.